# Minota
Minota là một chi bọ cánh cứng trong họ Chrysomelidae.
Chi này được miêu tả khoa học năm 1859 bởi Kutschera.

## Các loài
Các loài trong chi này gồm:
- Minota alpina Biondi, 1987
- Minota carpathica Heikertinger, 1911
- Minota halmae Apfelbeck, 1906
- Minota himalayensis Scherer, 1989
- Minota impuncticollis Allard, 1860
- Minota obesa Waltl, 1839
- Minota schereri Medvedev, 2004
- Minota sichuanica Chen & Wang, 1980
- Minota stussineri Weise, 1893